# Рюмкин, Александр Васильевич
Александр Васильевич Рюмкин (род. 28 августа 1945, Акмолинская область, Казахская ССР, СССР) — казахстанский общественный и государственный деятель, ветеран труда. Глава администрации Павлодара (1991—1993).

## Биография
Родился 28 августа 1945 года в Акмолинской области.
В 1974 году окончил Павлодарский индустриальный институт.
Трудовую деятельность начал арматурщиком на мостовом заводе железобетонных конструкций.
С 1974 по 1981 годы — работал начальником Горкомхоза на различных должностях.
С 1981 по 1984 годы — первый заместитель председателя Экибастузского городского исполнительного комитета.
С 1984 по 1991 годы — первый заместитель Павлодарского горисполкома.
С 1991 по 1993 годы — глава администрации Павлодара.
С 1993 по 1998 годы — первый заместитель акима Павлодарской области.

### Награды и звания
- Орден Дружбы народов
- Орден Курмет (2016 года)[1]
- Заслуженный пограничник Республики Казахстан.
- Награждён правительственными и юбилейными государственными медалями Республики Казахстан.
- Почётный гражданин Павлодарской области и города Павлодара и др.[2]